# Athénée Palace
El Athénée Palace Hilton es un histórico hotel de lujo de Bucarest, Rumania, inaugurado en 1914. Situado en el centro de la ciudad, fue un nido de espías notorio en la Europa de entreguerras, especialmente en los años previos a la Segunda Guerra Mundial, y menos durante la Guerra Fría.
El hotel, que tiene una calificación de cinco estrellas, fue administrado por el gobierno rumano hasta su cierre en 1994 y fue comprado en una subasta por Hilton International, quien procedió a hacer una renovación de $42 millones, reabriendo el hotel como Athénée Palace Hilton en 1997.

## Situación
Ubicado en el corazón de Bucarest en Str. Episcopiei, en la esquina de Calea Victoriei, en el antiguo emplazamiento de Han Gherasi (han significa en rumano «posada»), el hotel se encuentra frente al pequeño parque junto al Ateneo rumano en la Plaza de la Revolución (originalmente Plaza del Ateneo, luego Plaza de la República). Originalmente no daba a una plaza: en el momento en que se construyó el hotel, el espacio que ahora es un pequeño parque estaba ocupado por el Splendid Hotel, destruido por los bombardeos el 24 de agosto de 1944, y había una cantidad considerable de otros edificios en lo que ahora es la plaza.

## Historia

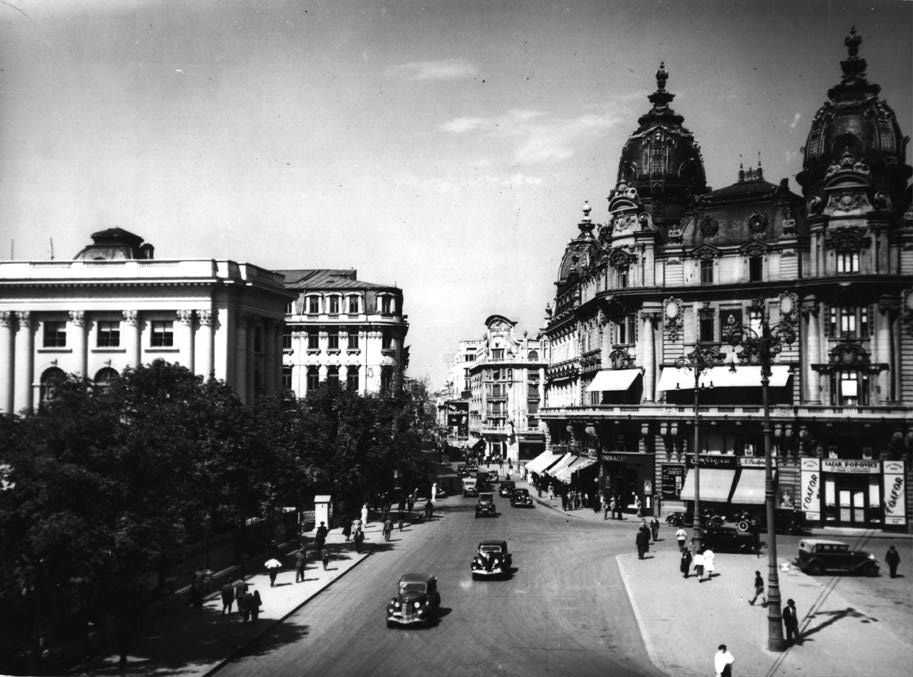
El Athénée Palace, al centro, al fondo y en blanco, en 1939.

El Athénée Palace, diseñado por el arquitecto francés Théophile Bradeau, fue construido entre 1912 y 1914 en estilo Art Nouveau. Fue completamente modernizado entre 1935–1937 por Duiliu Marcu, con el exterior rediseñado en el estilo art déco. Fue el primer edificio en Bucarest en utilizar construcción de hormigón armado. Dañado por los ataques aéreos estadounidenses durante la Segunda Guerra Mundial en 1944, fue completamente remodelado en 1945. Se construyó un ala nueva detrás del hotel original en 1965. Los interiores del hotel fueron nuevamente remodelados en 1983. De nuevo dañado en la Revolución rumana de 1989 (algunos de los incidentes más violentos ocurrieron en la plaza inmediatamente enfrente del hotel), fue remodelado nuevamente por Hilton International en 1995-1997. El hotel fue vendido a Ana Hotels SA en 2005, pero sigue siendo administrado por Hilton.
Al describir el hotel como se veía en 1938, A. L. Easterman del Daily Express de Londres y más tarde del Daily Herald se refirió a sus "muebles muy adornados, columnas de mármol y oro, grandes candelabros relucientes y los profundos sofás ubicados en los recovecos del descansar como invitando a la conspiración".
El corresponsal extranjero del The New York Times, C. L. Sulzberger, escribió en sus memorias A Long Row of Candles que, a medida que se acercaba la Segunda Guerra Mundial, se instaló en el Athénée Palace "para disfrutar de mi espera para la guerra... Este era un establecimiento cómodo con excelente servicio... un corrupto personal siempre en busca de cambiar el dinero de un cliente a tasas del mercado negro, y la competencia continua por parte de damas de virtud fácil o inexistente para compartir el calor de la cama de un cliente". R. G. Waldeck escribió sobre el hotel en la misma época: "Aquí estaba el corazón de Bucarest, topográfica, artística, intelectual, política y, si lo desea, moralmente". También fue la residencia de los espías británicos, soviéticos y de la Gestapo. A. L. Easterman lo llamó el "mayor caravasar de toda Europa... el lugar de reunión de los espías continentales, conspiradores políticos, aventureros, cazadores de concesiones y manipuladores financieros".
El hotel es el escenario principal de la Trilogía de los Balcanes de Olivia Manning, que luego fue filmada como la miniserie de la BBC de 1987 Fortunes of War, protagonizada por Kenneth Branagh y Emma Thompson. La miniserie no fue filmada en el hotel, sino en Yugoslavia.

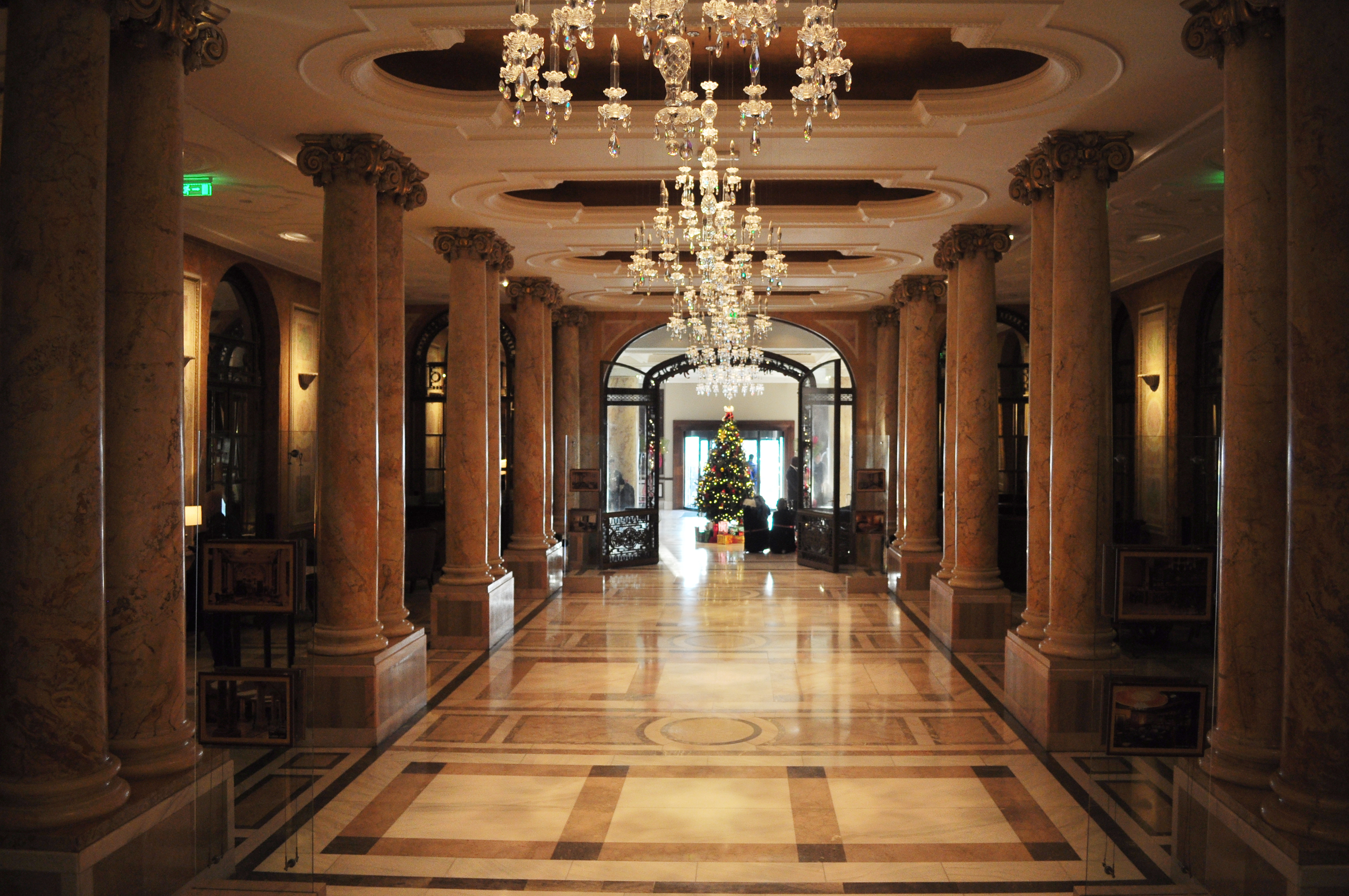
Lobby del Athénée Palace Hilton.

En 1948, el hotel fue nacionalizado por el nuevo gobierno comunista, que se metió en todas las habitaciones, pinchó todos los teléfonos (y todos los teléfonos públicos en un radio de media milla) y atendió a todo el hotel con informadores. Dan Halpern escribe: "El director general del hotel era un coronel encubierto en la Dirección de Contraespionaje de la Securitate; el subdirector del hotel era un coronel en el DIE, la organización de inteligencia externa rumana. Los porteros vigilaban; el personal de limpieza fotografió todos los documentos de los invitados habitaciones. Las prostitutas en el vestíbulo y en el bar y en la discoteca informaron directamente a sus empleadores; los bons vivants e intelectuales rumanos que hablaban libremente por el café, sin mencionar a varios invitados, habían sido plantados".
El hotel fue ampliado en 1965; la nueva estructura fue construida lejos del lado de la calle. El equipo del proyecto, compuesto por el arquitecto Nicolae Pruncu y los ingenieros Radu Mircea y Mihai Ionescu, encontró serias dificultades técnicas en lo que concierne a la unión del antiguo edificio con el nuevo.
El Athénée Palace, administrado por el gobierno, cerró en 1994 y fue comprado en una subasta por Hilton International, quien procedió a hacer una renovación de $42 millones, reabriendo el hotel como Athénée Palace Hilton Bucarest en 1997.